# Iwankiwci (rejon nowouszycki)
Iwankiwci (ukr. Іванківці; hist. Iwankowce Chreptyjowskie) – wieś na Ukrainie w rejonie nowouszyckim obwodu chmielnickiego.

## Dwór
- dwór staropolski powstały jeszcze w XVIII wieku istniał do 1917[2].